# Sandro Altunashvili
Sandro Altunashvili, né le 19 mai 1997 à Tbilissi, est un footballeur international géorgien, qui joue au poste de milieu de terrain au Wolfsberger AC.

## Biographie

### En club
Le 13 mai 2014, Sandro Altunashvili dispute son premier match avec le Saburtalo Tbilissi en deuxième division géorgienne contre l'équipe réserve du Dila Gori.
En 2015, le club est promu en première division, et Altunashvili dispute son premier match d'Umaglesi Liga le 13 août 2015 contre le FC Tskhinvali. Il marque son premier but chez les professionnels le 25 octobre de la même année contre le Lokomotiv Tbilissi.
En 2018, il est sacré champion de Géorgie, pour la première fois de l'histoire du Saburtalo Tbilissi.
Le 10 juillet 2019, il joue son premier match européen face au Sheriff Tiraspol dans le cadre du premier tour de qualifications à la Ligue des champions. Le 6 août de la même année, il marque son premier but européen sur le terrain du FC Ararat-Armenia lors du troisième tour de qualifications à la Ligue Europa.
Le 5 janvier 2021, il rejoint le Dinamo Batoumi pour deux saisons.
Le 20 juin 2023, Altunashvili quitte la Géorgie pour rejoindre le club autrichien du Wolfsberger AC, signant un contrat de deux années plus une en option.

### En sélection
Le 5 septembre 2021, Sandro Altunashvili honore sa première sélection en équipe de Géorgie contre l'Espagne en qualifications à la Coupe du monde 2022. Il entre en jeu à la place de Giorgi Aburjania à vingt minutes du terme de la rencontre. Trois jours plus tard, il vit sa première titularisation en amical contre la Bulgarie.
Sa troisième sélection a lieu deux ans plus tard, le 12 octobre 2023 face à la Thaïlande en amical. Il donne une passe décisive à Khvicha Kvaratskhelia sur le dernier but de la rencontre remportée huit à zéro.
Le 22 mai 2024, il fait partie de la liste des 26 joueurs convoqués par Willy Sagnol pour disputer l'Euro 2024.

## Palmarès
- Saburtalo Tbilissi
  - Vainqueur du Championnat de Géorgie en 2018
  - Vainqueur de la Coupe de Géorgie en 2019 et 2021
  - Vainqueur de la Supercoupe de Géorgie en 2020
  - Vainqueur du Championnat de Géorgie de deuxième division en 2015
- Dinamo Batoumi
  - Vainqueur du Championnat de Géorgie en 2021 et 2023
  - Vainqueur de la Supercoupe de Géorgie en 2022